# Chaosmosis
Chaosmosis è l'undicesimo album discografico in studio del gruppo musicale britannico Primal Scream, pubblicato il 18 marzo 2016.
Il singolo di lancio del disco, Where the Light Gets In, vede la partecipazione della cantante Sky Ferreira ed è stato pubblicato il 1º febbraio 2016.

## Tracce
1. Trippin' on Your Love (featuring Haim) – 3:30
2. (Feeling Like A) Demon Again – 4:35
3. I Can Change – 3:17
4. 100% or Nothing (featuring Haim) – 3:54
5. Private Wars (featuring Rachel Zeffira) – 2:30
6. Where the Light Gets In (featuring Sky Ferreira) – 3:47
7. When the Blackout Meets the Fallout – 1:48
8. Carnival of Fools – 3:41
9. Golden Rope – 5:37
10. Autumn in Paradise – 5:04

## Formazione
Dal booklet di Chaosmosis.
Primal Scream
- Bobby Gillespie – produzione, voce, sintetizzatore (traccia 2), design
- Andrew Innes – produzione; chitarra (tracce 1, 2, 4–10); ingegnerizzazione (tracce 1, 3–10), loop (tracce 1, 3, 4, 7–9), plug-in (tracce 1, 3, 4, 6–9); sintetizzatore (tracce 2, 6, 7, 9, 10); dulcimer (traccia 5)
- Martin Duffy – organo (traccia 1); pianoforte (tracce 1, 6); vibrafono (traccia 4)
- Darrin Mooney – percussioni (tracce 1, 9); batteria (taccia 3)

Altri contributi
- Deborah Chandler – violoncello (traccia 5)
- Grace Cockell – backing vocals (traccia 9)
- Matthew Cooper – design
- John Eriksson – batteria (tracce 5, 10)
- Jason Falkner – basso (tracce 1, 3, 4, 9)
- Sky Ferreira – voce (traccia 6)
- Alana Haim – seconde voci (tracce 1, 4)
- Danielle Haim – seconde voci (tracce 1, 4)
- Este Haim – seconde voci (tracce 1, 4)
- Joe Harrison – assistente dell'ingegnerizzazione (traccia 6)
- Max Heyes – ingegnerizzazione (traccia 6)
- Jim Hunt – flauto (traccia 3); sassofono (tracce 7, 9)
- Mick Hutson – fotografia originale
- Sean Kellet – ingegnerizzazione (traccia 6)

- Jim Lambie – copertina
- Gustav Lindelow – ingegnerizzazione (traccia 2)
- Brendan Lynch – ingegnerizzazione (traccia 1)
- Lasse Mårtén – missaggio
- Ross Matthews – ingegnerizzazione (tracks 1, 4)
- Sophie Nevrkla – seconde voci (traccia 9)
- Hans Stenlund – ingegnerizzazione (tracce 2, 5, 6, 8, 10)
- Björn Yttling – produzione (tracce 1, 6); sintetizzatore (traccia 2); produzione aggiuntiva (tracce 2, 5, 8, 10); celesta (traccia 5); pianoforte (traccia 8)
- Christoffer Zachrisson – zither (traccia 2)
- Rachel Zeffira – viola, violino, voce (traccia 5); seconde voci (tracce 8-10); corno inglese (traccia 9)